# Културно заглушаване
Културно заглушаване (на английски: culture jamming – заглушаване, засечка) е тактика, използвана от различни социални движения, която цели да подрине и разруши основните механизми на масовите реклами и културата, налагана от големите корпорации. С тези си действия привържениците на културното заглушаване се надяват да видят промяна в поведението на хората и заемане на активни политически позиции. Според тях катализаторите на всяка социална промяна са шокът, срамът, гневът и страхът на потребителите.

## Същност
В наши дни културното заглушаване е свързано преди всичко с електронните медии като емблематични за начина на живот, бита и културата на XXI век. Понякога приема формата на игра с комуникативните възможности на медиите – колаж от разнородни фрагменти: новинарски съобщения, документи, музика, изообразително изкуство, цитати от спектакли, поезия, художествена проза, реклами, компютърна анимация – всичко, което може да се използва като средство за общуване и достигане на посланието до потребителите.
Културното заглушаване е форма на масова комуникация и образно казано „словесно-акустичен еквивалент на мустаци върху портрета на Мона Лиза“. То старателно се опитва да надрасне недостатъците на масовата култура, мода и изкуство като слага на преден план вкусът, мярката и естетическият усет.

## История
Първоначалните опити за практикуване на джемирането се осъществяват още през времето на 1960-те години. Идейни вдъхновители са артисти като Джоуи Скегс и Анди Уорхол.
Едва по-късно, през 1984 г., за пръв път се лансира понятието „културно джемиране“ от американската техно-юпи-рок група Negativeland, която на свой ред се свързва с авангардната театрална група Firesign Theater. Оттогава джемирането претърпява пълна промяна. В действителност културното джемиране получава по-широко разпространение посредством американския журналист Марк Дери: „културното заглушаване“ (на английски: Culture jamming), термин, който популяризирах чрез статии в „Ню Йорк Таймс“ и „Адбъстърс“, възможно най-точно се определя като медийно хакерство, информационна борба, натрапчиво изкуство и партизанска семиотика, събрани в едно. Рекламни бандити, пиратски телевизии и радио предавания, измамни медии, и други местни изопачаващи медии, които се натрапват на досадниците, инвестиционни реклами, информационен бюлетин, и други медийни продукти с подривни значения са всички културни заглушители.“ През 21 век то триумфира в качеството си на неизменен диагностик на медийното развитие. В нишата на новия, еволюирал джеминг, се прокрадва идеята за понятието „факшън“ т.е. комбинация между информация за реални факти и тяхната хипотетична проекция в художествена измислица.

### Културен тероризъм
Вкусът, като компонент на джемирането, е много хлъзгав проблем, особено в условия на засилен натиск от страна на масовата култура, в резултат, не рядко той се превръща в т.нар. „културен тероризъм“ – сблъсъкът на представата за добрата и лошата масова култура, от една страна, и високата и свръхвисоката, претенциозна елитарна култура, от друга.

### Мистификация
Своеобразни примери за мистификация са някои рекламни съобщения, понякога носещи сензационен привкус, които не се градят на истина и факти, целящи да подведат аудиторията, парализирайки я чрез „информационна невроза“ т.е. параноичен страх от липса на актуален, адекватен информационен поток.
От гледна точка на етиката, никой джемист не обяснява, не проповядва, не апелира, използвайки пропагандни техники. Единствената му мисия е да разкрива действащите механизми, чрез явната им демонстрация.